# No Devotion
No Devotion é um supergrupo de rock alternativo galês-americano formado em 2014 pelo cantor americano Geoff Rickly (anteriormente da banda Thursday) de Nova Jérsia, e os ex-membros da banda galesa Lostprophets de Pontypridd. A formação teve início quase 6 meses após o fim da banda Lostprophets em 1 de Outubro de 2013.

## História

### Começo (2014)
Entre 1997 e 2012, Mike Lewis, Lee Gaze, Stuart Richardson, e Jamie Oliver eram membros da banda de rock galesa Lostprophets, juntamente com o vocalista Ian Watkins (com Luke Johnson a juntar-se em 2009). Em 19 de Dezembro de 2012, Watkins foi acusado de 13 crimes sexuais contra crianças, e posteriormente foi condenado a 35 anos de prisão no ano seguinte. Em 1 de Outubro de 2013, os membros restantes anunciaram o fim dos Lostprophets dizendo que eles "não iriam mais fazer ou tocar músicas como Lostprophets" em um anúncio assinado por todos os membros da banda (exceto Watkins).

### Formação e saída de Luke Johnson (2014-2015)
O grupo foi formado em meados de abril 2014 apenas alguns meses depois do fim dos Lostprophets, após dias de rumores, foi confirmado pelo ex-vocalista da banda Thursday Geoff Rickly em uma entrevista na Rádio Cardiff que ele estaria trabalhando com os restantes membros dos Lostprophets em seu novo projeto através de sua própria gravadora, Collect Records, e que ele considerava o novo material da música como sendo influenciado por Joy Division, New Order e The Cure, embora ele não afirmou se estaria ou não a se juntar ao grupo.
Em 1 de Maio de 2014, foi anunciado que os membros da agora extinta banda Lostprophets iriam continuar a fazer música com Rickly (substituindo o desonrado Watkins) como seu novo vocalista, com Rickly afirmando que eles "mereciam uma segunda chance". Em 1 de Julho, o grupo lançou seu primeiro single "Stay", junto com uma outra canção intitulada "Eyeshadow", bem como detalhes de uma pequena turnê que teve lugar em Cardiff, Manchester, Londres e Glasgow, com o apoio de Samoans. Antes da primeira apresentação, o grupo revelou que não iria tocar qualquer música da discografia da banda Lostprophets, pois as músicas estariam agora "contaminadas" em sua opinião. As primeiras apresentações ao vivo do grupo geraram comentários positivos dos críticos e fãs.
Em 6 de outubro de 2014 com a BBC Radio 1 Rockshow, Daniel P Carter estreou o single "10, 000 Summers", juntamente com a b-side "Only Thing".
Em 28 de Outubro eles tocaram no Glasslands em Brooklyn, de onde deveriam prosseguir por uma curta passagem por Los Angeles, Las Vegas, Chicago, St. Louis, Detroit, Toronto, Columbus, Pittsburgh e Filadélfia, com o apoio da banda Neon Trees. Mas, foi anunciado que a turnê dos Neon Trees pelos EUA seria adiada, e as apresentações foram canceladas.
No final de 2014 o baterista Luke Johnson ao sentir-se incapaz de cumprir com os compromissos, viria a deixar o grupo. A decisão foi tomada em 2014, mas não foi tornado público até janeiro de 2015, com Matt Tong de Bloc Party escalado para gravar o resto do seu primeiro álbum de estréia, e com Phil Jenkins de Kids In Glass Houses em 2015 na primeira turnê do grupo pelo Reino Unido.
Em janeiro de 2015, realizaram sua segunda turnê pelo Reino Unido, a ter lugar em Bristol, Birmingham, Southampton, Reading, e Londres, apoiando Gerard Way em três das datas.
Em 30 de junho, a banda anunciou que iria lançar seu primeiro álbum, intitulado Permanance, em setembro e, em seguida, lançou duas músicas intituladas "Death Rattle" e "Addiction".

### Permanence(2015-2016)
Em 30 de junho, o grupo anunciou o lançamento do seu primeiro álbum, intitulado Permanence, previsto para dia 25 de setembro de 2015, e em seguida liberou duas músicas intituladas "Death Rattle" e "Addition".
Em 17 de Agosto, eles lançaram o quarto single intitulado, "Permanent Sunlight".  
Em 29 e 30 de Agosto eles se apresentaram no Reading e Leeds Festival como parte de sua turnê com Seether e Baroness, tocando o single "Permanent Sunlight" ao vivo pela primeira vez. 
Em 27 de agosto, o grupo anunciou uma turnê na Alemanha a ter lugar em Koln, Berlim e Hamburgo.

## Estilo e Influências
O vocalista Geoff Rickly descreveu sua música como uma combinação de estilos e influência de Bandas de Rock como The Cure, Joy Division e New Order. Curiosamente o nome do grupo é semelhante ao último álbum de estúdio de Thursday, "No Devolución".

## Integrantes

### Formação atual
| Nome              | Instrumento               | Período         | Banda Originária |
| ----------------- | ------------------------- | --------------- | ---------------- |
| Geoff Rickly      | Vocalista                 | 2014 - Presente | Thursday         |
| Stuart Richardson | Baixo e Vocal de Apoio    | 2014 - Presente | Lostprophets     |
| Lee Gaze          | Guitarra e Vocal de Apoio | 2014 - Presente | Lostprophets     |

### Ex-integrantes
| Nome         | Instrumento                                      | Período     | Banda Originária |
| ------------ | ------------------------------------------------ | ----------- | ---------------- |
| Luke Johnson | Bateria e Percussão                              | 2014        | Lostprophets     |
| Jamie Oliver | Vocal de Apoio, Piano, Teclados e Sintetizadores | 2014 - 2017 | Lostprophets     |
| Mike Lewis   | Guitarra e Vocal de Apoio                        | 2014 - 2017 | Lostprophets     |

### Colaboradores
| Nome           | Instrumento         | Período         | Banda Originária     |
| -------------- | ------------------- | --------------- | -------------------- |
| Philip Jenkins | Bateria e Percussão | 2015 - Presente | Kids In Glass Houses |
| Matt Tong      | Bateria e Percussão | 2015 - Presente | Bloc Party           |

Linha do tempo

## Discografia

### Álbuns de Estúdio
| Ano  | Título      | Lançamento                                                                               |
| ---- | ----------- | ---------------------------------------------------------------------------------------- |
| 2015 | Permanence  | - Lançamento: 25 Setembro de 2015 - Gravadora: Collect Records - Formatos: CD, LP        |
| 2022 | No Oblivion | - Lançamento: 16 Setembro de 2022 - Gravadora: Velocity, Equal Vision - Formatos: CD, LP |

### Singles
| Ano  | Single             | Popularidade | Popularidade | Álbum       |
| Ano  | Single             | US Alt.      | UK           | Álbum       |
| ---- | ------------------ | ------------ | ------------ | ----------- |
| 2022 | Starlings          | -            | -            | No Oblivion |
| 2022 | Repeaters          | -            | -            | No Oblivion |
| 2015 | Permanent Sunlight | -            | -            | Permanence  |
| 2015 | Addiction          | -            | -            | Permanence  |
| 2014 | Stay               | 1            | 49           | Permanence  |
| 2014 | 10,000 Summers     | -            | -            | Permanence  |

### Singles Promocionais
| Ano  | Single       | Álbum      |
| ---- | ------------ | ---------- |
| 2015 | Death Rattle | Permanence |

### Videoclipes
| Ano  | Título               | Diretor(es)                 |
| ---- | -------------------- | --------------------------- |
| 2022 | "Starlings"          | N/A                         |
| 2022 | "Repeaters"          | Liza de Guia                |
| 2015 | "Permanent Sunlight" | Liza de Guia & Geoff Rickly |